# Rhinolambrus nummiferus
Rhinolambrus nummiferus är en kräftdjursart som först beskrevs av M. J. Rathbun 1906.  Rhinolambrus nummiferus ingår i släktet Rhinolambrus och familjen Parthenopidae. Inga underarter finns listade i Catalogue of Life.